# Willem Rip
Willem Rip (ur. 13 listopada 1903 w Hoofddorp, zm. 8 lutego 1959 w Bennekom w gminie Ede) – holenderski polityk i nauczyciel akademicki, deputowany krajowy i europejski.

## Życiorys
Pochodził z rodziny rolniczej z gminy Haarlemmermeer. Ukończył studia wyższe, w 1952 na Wolnym Uniwersytecie w Amsterdamie obronił doktorat poświęcony zarządzaniu w rolnictwie i prawu rolnemu. Od 1953 był specjalnym profesorem chrześcijańskiej polityki społecznej i ekonomicznej w Wyższej Szkole Rolniczej w Wageningen. W latach 1945–1952 kierował chrześcijańską unią rolników i ogrodników (CBTB).
Wstąpił do Partii Antyrewolucyjnej, w 1956 bez powodzenia kandydował na jej przewodniczącego. Od 1946 do śmierci zasiadał Eerste Kamer. Od 1948 był oddelegowany do Zgromadzenia Parlamentarnego Rady Europy, od 1952 także do Zgromadzenia Europejskiej Wspólnoty Węgla i Stali, w 1958 przekształconego w Parlament Europejski. Zmarł w trakcie kadencji.